# Seznam německých názvů obcí a osad v Česku, N
Tento seznam obsahuje německé názvy (exonyma) českých obcí začínajících na písmeno N.
Tento seznam by měl sloužit pro orientaci v starých písemných pramenech, mapách atd., nikoliv pro překlad českých názvů měst do němčiny. Většina z těchto německých názvů by při použití v současnosti byla nesrozumitelná.
| Český název                       | Historická země  | Okres               | Německý název                         | Poznámka                                                      |
| --------------------------------- | ---------------- | ------------------- | ------------------------------------- | ------------------------------------------------------------- |
| Nabdín                            | Čechy            | Kladno              | Nabdin                                |                                                               |
| Nabočany                          | Čechy            | Chrudim             | Nabotschan                            |                                                               |
| Načeradec                         | Čechy            | Benešov             | Natscheradetz                         |                                                               |
| Načeratice                        | Morava           | Znojmo              | Naschetitz                            |                                                               |
| Načešice                          | Čechy            | Chrudim             | Nateschitz                            |                                                               |
| Načetín                           | Čechy            | Domažlice           | Natschetin                            |                                                               |
| Načetín                           | Čechy            | Chomutov            | Natschung                             |                                                               |
| Náčkovice                         | Čechy            | Litoměřice          | Naschowitz                            |                                                               |
| Naděje                            | Čechy            | Česká Lípa          | Hoffnung                              |                                                               |
| Nadějkov                          | Čechy            | Tábor               | Nadejkow                              |                                                               |
| Nadějov                           | Morava           | Jihlava             | Nadejow                               |                                                               |
| Nadryby                           | Čechy            | Plzeň-sever         | Nadrib                                |                                                               |
| Nadslav                           | Čechy            | Jičín               | Nadslaw                               |                                                               |
| Naháč                             | Čechy            | Benešov             | Nahatsch                              |                                                               |
| Náhlík                            | Čechy            | Příbram             | Nachlik                               |                                                               |
| Náhlov                            | Čechy            | Česká Lípa          | Nahlau                                |                                                               |
| Nahoruby                          | Čechy            | Benešov             | Nahorub                               |                                                               |
| Nahořánky                         | Čechy            | Klatovy             | Nahorschan                            |                                                               |
| Nahořany                          | Čechy            | Český Krumlov       | Hochdorf                              |                                                               |
| Nahořany                          | Čechy            | Náchod              | Nahorschan                            |                                                               |
| Nahořany                          | Čechy            | Strakonice          | Nahorschan                            |                                                               |
| Nahořany                          | Čechy            | Tábor               | Nahorschan                            |                                                               |
| Nahošice                          | Čechy            | Domažlice           | Nahoschitz                            |                                                               |
| Nahošín                           | Čechy            | Strakonice          | Nahoschin                             |                                                               |
| Nahošovice                        | Morava           | Přerov              | Nahoschowitz                          |                                                               |
| Náchod                            | Čechy            | Náchod              | Nachod                                |                                                               |
| Náchod                            | Čechy            | Tábor               | Nachod                                |                                                               |
| Náchodsko                         | Čechy            | Jičín               | Nachodsko                             |                                                               |
| Najdek                            | Čechy            | Jindřichův Hradec   | Neudek                                |                                                               |
| Najdek                            | Morava           | Žďár nad Sázavou    | Neudek in Mähren                      |                                                               |
| Nákle                             | Čechy            | Chrudim             | Nakle                                 |                                                               |
| Nakléřov                          | Čechy            | Ústí nad Labem      | Nollendorf                            |                                                               |
| Náklo                             | Morava           | Olomouc             | Nakel                                 |                                                               |
| Náklov                            | Čechy            | Plzeň-sever         | Naglos                                |                                                               |
| Nakolice                          | Čechy            | České Budějovice    | Naglitz                               | (do roku 1920 Dolní Rakousko)                                 |
| Nákří                             | Čechy            | České Budějovice    | Nakersch                              |                                                               |
| Nakvasovice                       | Čechy            | Benešov             | Nakwasowitz                           |                                                               |
| Nálesí                            | Čechy            | Písek               | Nales                                 |                                                               |
| Naloučany                         | Morava           | Třebíč              | Nalautschan                           |                                                               |
| Nalžovice                         | Čechy            | Příbram             | Nalschowitz                           |                                                               |
| Nalžovické Podhájí                | Čechy            | Příbram             | Podhaj bei Nalschowitz                |                                                               |
| Nalžovy                           | Čechy            | Klatovy             | Ellischau                             |                                                               |
| Náměšť na Hané                    | Morava           | Olomouc             | Namiescht in der Hanna                |                                                               |
| Náměšť nad Oslavou                | Morava           | Třebíč              | Namiest an der Oslawa                 |                                                               |
| Namnice                           | Čechy            | Příbram             | Namitz                                |                                                               |
| Nantiškov                         | Čechy            | Liberec             | Nantischkow                           |                                                               |
| Napajedla                         | Morava           | Zlín                | Napajedl                              |                                                               |
| Nárameč                           | Morava           | Třebíč              | Narametsch                            |                                                               |
| Narysov                           | Čechy            | Příbram             | Nahorschan                            |                                                               |
| Nasavrky                          | Čechy            | Benešov             | Nasawerk                              |                                                               |
| Nasavrky                          | Čechy            | Chrudim             | Nassaberg                             |                                                               |
| Nasavrky                          | Čechy            | Havlíčkův Brod      | Nassaberg                             |                                                               |
| Nasavrky                          | Čechy            | Tábor               | Nasawerk                              |                                                               |
| Nasavrky                          | Čechy            | Ústí nad Orlicí     | Nassaberg                             |                                                               |
| Násedlnice                        | Čechy            | Mladá Boleslav      | Nasilnitz                             |                                                               |
| Násedlovice                       | Morava           | Hodonín             | Nasedlowitz                           |                                                               |
| Násilov                           | Čechy            | Příbram             | Nasilow                               |                                                               |
| Nasobůrky                         | Morava           | Olomouc             | Aßmeritz                              |                                                               |
| Našiměřice                        | Morava           | Znojmo              | Naschmeritz                           |                                                               |
| Návarov                           | Čechy            | Jablonec nad Nisou  | Nawarow                               |                                                               |
| Návary                            | Čechy            | Jindřichův Hradec   | Auern                                 |                                                               |
| Návojná                           | Morava           | Zlín                | Nawojna                               |                                                               |
| Nazdice                           | Čechy            | Benešov             | Nasditz                               |                                                               |
| Nebahovy                          | Čechy            | Prachatice          | Nebahau                               |                                                               |
| Nebanice                          | Čechy            | Cheb                | Nebanitz                              |                                                               |
| Nebesa                            | Čechy            | Cheb                | Egrisch Reuth                         |                                                               |
| Nebeská Rybná                     | Čechy            | Rychnov nad Kněžnou | Himmlich Rybnai                       |                                                               |
| Nebílovský Borek                  | Čechy            | Plzeň-město         | Borek bei Nebilau                     |                                                               |
| Nebílovy                          | Čechy            | Plzeň-jih           | Nebillau                              |                                                               |
| Neblažov                          | Čechy            | Tachov              | Glasau                                |                                                               |
| Nebočady                          | Čechy            | Děčín               | Neschwitz                             |                                                               |
| Nebovazy                          | Čechy            | Chomutov            | Nokowitz                              |                                                               |
| Nebovidy                          | Morava           | Brno-venkov         | Nebowid                               |                                                               |
| Nebovidy                          | Čechy            | Kolín               | Nebowid                               |                                                               |
| Nebřehovice                       | Čechy            | Strakonice          | Nebrehowitz                           |                                                               |
| Nebřenice                         | Čechy            | Praha-východ        | Nebschenitz                           |                                                               |
| Nebřeziny                         | Čechy            | Plzeň-sever         | Bruck                                 |                                                               |
| Nebřich                           | Čechy            | Benešov             | Nebschich                             |                                                               |
| Nebušice                          | Čechy            | hl. m. Praha        | Nebuschitz                            |                                                               |
| Nebužely                          | Čechy            | Mělník              | Nebuschel                             |                                                               |
| Nečas                             | Čechy            | Jičín               | Netschas                              |                                                               |
| Nečice                            | Čechy            | Pelhřimov           | Netschitz                             |                                                               |
| Nečichy                           | Čechy            | Louny               | Netschich                             |                                                               |
| Nečín                             | Čechy            | Příbram             | Netschin                              |                                                               |
| Nečtiny                           | Čechy            | Plzeň-sever         | Netschetin                            |                                                               |
| Nedabyle                          | Čechy            | České Budějovice    | Hables                                |                                                               |
| Nedachlebice                      | Morava           | Uherské Hradiště    | Nedachlebitz                          |                                                               |
| Nedakonice                        | Morava           | Uherské Hradiště    | Nedakonitz                            |                                                               |
| Nedanice                          | Čechy            | Klatovy             | Groß Nedanitz                         |                                                               |
| Nedaničky                         | Čechy            | Klatovy             | Klein Nedanitz                        |                                                               |
| Nedašov                           | Morava           | Zlín                | Nedasch                               |                                                               |
| Nedašova Lhota                    | Morava           | Zlín                | Nedasch-Lhota                         |                                                               |
| Neděliště                         | Čechy            | Hradec Králové      | Nedielischt                           |                                                               |
| Nedomice                          | Čechy            | Mělník              | Nedomitz                              |                                                               |
| Nedošín                           | Čechy            | Svitavy             | Nedoschin                             |                                                               |
| Nedrahovice                       | Čechy            | Příbram             | Nedrahowitz                           |                                                               |
| Nedrahovické Podhájí              | Čechy            | Příbram             | Podhaj bei Nedrahowitz                |                                                               |
| Nedražice                         | Čechy            | Tachov              | Nedraschitz                           |                                                               |
| Nedvědice                         | Morava           | Brno-venkov         | Nedwieditz                            |                                                               |
| Nedvědice                         | Čechy            | Tábor               | Nedwieditz                            |                                                               |
| Nedvězí                           | Morava           | Olomouc             | Nedweis                               |                                                               |
| Nedvězí                           | Čechy            | Rychnov nad Kněžnou | Nedwies                               |                                                               |
| Nedvězí                           | Čechy            | Semily              | Nedwies                               |                                                               |
| Nedvězí                           | Čechy            | Svitavy             | Ewitz                                 |                                                               |
| Nedvězí                           | Morava           | Šumperk             | Nebes                                 |                                                               |
| Nedvězí u Říčan                   | Čechy            | hl. m. Praha        | Nedwies                               |                                                               |
| Nedvězíčko                        | Čechy            | Svitavy             | Klein Ewitz                           | osada vesnice Nedvězí                                         |
| Nehasice                          | Čechy            | Louny               | Nehasitz                              |                                                               |
| Nehodiv                           | Čechy            | Klatovy             | Nehodiw                               |                                                               |
| Nehodovka                         | Čechy            | Havlíčkův Brod      | Nehodowka                             |                                                               |
| Nehonín                           | Čechy            | Tábor               | Nehonin                               |                                                               |
| Nehvízdky                         | Čechy            | Praha-východ        | Klein Nechwist                        |                                                               |
| Nehvizdy                          | Čechy            | Praha-východ        | Groß Nechwist                         |                                                               |
| Nechalov                          | Čechy            | Příbram             | Nechalow                              |                                                               |
| Nechanice                         | Čechy            | Hradec Králové      | Nechanitz                             |                                                               |
| Nechanice                         | Čechy            | Plzeň-jih           | Nechanitz                             |                                                               |
| Nechánice                         | Čechy            | Praha-východ        | Nechanitz                             |                                                               |
| Něchov                            | Čechy            | České Budějovice    | Mechau                                | dříve též Měchov                                              |
| Nechranice                        | Čechy            | Chomutov            | Negranitz                             |                                                               |
| Nechvalice                        | Čechy            | Příbram             | Nechwalitz                            |                                                               |
| Nechvalice                        | Čechy            | Teplice             | Nechwalitz                            |                                                               |
| Nechvalín                         | Morava           | Hodonín             | Nechwalin                             |                                                               |
| Nechyba 1. díl                    | Čechy            | Benešov             | Nechyba 1. Teil                       | osada vesnice Myslíč                                          |
| Nechyba 2. díl                    | Čechy            | Benešov             | Nechyba 2. Teil                       | osada vesnice Struhařov                                       |
| Nejdek                            | Morava           | Břeclav             | Neudek                                |                                                               |
| Nejdek                            | Morava           | Přerov              | Neudek                                |                                                               |
| Nejepín                           | Čechy            | Havlíčkův Brod      | Nejepin                               |                                                               |
| Nekmíř                            | Čechy            | Plzeň-sever         | Nekmirsch                             |                                                               |
| Nekoř                             | Čechy            | Ústí nad Orlicí     | Nekorsch                              |                                                               |
| Nekrasín                          | Čechy            | Jindřichův Hradec   | Nekrasin                              |                                                               |
| Nekvasovy                         | Čechy            | Plzeň-jih           | Nekwasow                              |                                                               |
| Nelahozeves                       | Čechy            | Mělník              | Mühlhausen an der Moldau              |                                                               |
| Nelepeč                           | Morava           | Brno-venkov         | Nelepetsch                            |                                                               |
| Nelešovice                        | Morava           | Přerov              | Neleschowitz                          |                                                               |
| Nemanice                          | Čechy            | České Budějovice    | Nemanitz                              |                                                               |
| Nemanice                          | Čechy            | Domažlice           | Wasseruppen                           |                                                               |
| Nemanice                          | Čechy            | Rychnov nad Kněžnou | Nemanitz                              | osada vesnice Liberk                                          |
| Němčany                           | Morava           | Vyškov              | Niemtschan                            |                                                               |
| Němče                             | Čechy            | Český Krumlov       | Niemsching                            |                                                               |
| Němčí                             | Čechy            | Ústí nad Orlicí     | Niemtsch                              |                                                               |
| Němčice                           | Čechy            | Benešov             | Niemtschitz                           |                                                               |
| Němčice                           | Morava           | Blansko             | Niemtschitz                           |                                                               |
| Němčice                           | Morava           | Brno-venkov         | Niemtschitz                           |                                                               |
| Němčice                           | Čechy            | Domažlice           | Niemtschitz                           |                                                               |
| Němčice                           | Čechy            | Klatovy             | Niemtschitz                           |                                                               |
| Němčice                           | Čechy            | Kolín               | Niemtschitz                           |                                                               |
| Němčice                           | Morava           | Kroměříž            | Niemtschitz                           |                                                               |
| Němčice                           | Čechy            | Mladá Boleslav      | Niemtschitz                           |                                                               |
| Němčice                           | Čechy            | Pardubice           | Niemschitz                            |                                                               |
| Němčice                           | Čechy            | Prachatice          | Niemtschitz                           |                                                               |
| Němčice                           | Čechy            | Strakonice          | Niemtschitz                           | u Volyně                                                      |
| Němčice                           | Čechy            | Strakonice          | Niemtschitz                           | u Sedlic                                                      |
| Němčice                           | Čechy            | Svitavy             | Nemschitz                             |                                                               |
| Němčice nad Hanou                 | Morava           | Prostějov           | Niemtschitz, Niemtschitz an der Hanna |                                                               |
| Němčičky                          | Morava           | Břeclav             | Klein Nemcitz Klein Niemtschitz       |                                                               |
| Němčičky                          | Morava           | Znojmo              | Klein Niemtschist                     |                                                               |
| Němčovice                         | Čechy            | Rokycany            | Niemtschowitz                         |                                                               |
| Německý Chloumek                  | Čechy            | Karlovy Vary        | Deutsch Kilmes                        |                                                               |
| Německý Šicndorf                  | Čechy            | Jihlava             | Deutsch Schützendorf                  |                                                               |
| Němečky                           | Čechy            | Teplice             | Nemetschken                           |                                                               |
| Nemějice                          | Čechy            | Písek               | Nemejitz                              |                                                               |
| Němětice                          | Čechy            | Strakonice          | Nemetitz                              |                                                               |
| Němetice                          | Morava           | Vsetín              | Niemetitz                             |                                                               |
| Nemilany                          | Morava           | Olomouc             | Nimlau                                |                                                               |
| Nemile                            | Morava           | Šumperk             | Nemühle                               |                                                               |
| Nemilkov                          | Čechy            | Klatovy             | Nemelkau                              |                                                               |
| Nemilkov                          | Čechy            | Most                | Nemelkau                              |                                                               |
| Nemíž                             | Čechy            | Benešov             | Nemisch                               |                                                               |
| Nemněnice                         | Čechy            | Domažlice           | Nemlowitz                             |                                                               |
| Nemochovice                       | Morava           | Vyškov              | Nemochowitz                           |                                                               |
| Nemojany                          | Morava           | Vyškov              | Nemojan                               |                                                               |
| Nemojov                           | Čechy            | Havlíčkův Brod      | Nemojow                               | osada vesnice Počátky u Chotěboře                             |
| Nemojov                           | Čechy            | Pelhřimov           | Nemojow                               |                                                               |
| Nemošice                          | Čechy            | Pardubice           | Nemoschitz                            |                                                               |
| Nemotice                          | Morava           | Vyškov              | Nemotitz                              |                                                               |
| Nemyčeves                         | Čechy            | Jičín               | Nemitschowes                          |                                                               |
| Nemyslovice                       | Čechy            | Mladá Boleslav      | Nemeslowitz                           |                                                               |
| Nemyšl                            | Čechy            | Tábor               | Nemischl                              |                                                               |
| Nenačovice                        | Čechy            | Beroun              | Nenatschowitz                         |                                                               |
| Nenakonice                        | Morava           | Olomouc             | Nenakonitz                            |                                                               |
| Nenkovice                         | Morava           | Hodonín             | Nenkowitz                             |                                                               |
| Nepasice                          | Čechy            | Hradec Králové      | Nepasitz                              |                                                               |
| Neplachov                         | Čechy            | České Budějovice    | Neplachow                             |                                                               |
| Nepolisy                          | Čechy            | Hradec Králové      | Nepolis                               |                                                               |
| Nepoměřice                        | Čechy            | Kutná Hora          | Nepomierschitz                        |                                                               |
| Nepomuk                           | Čechy            | Plzeň-jih           | Nepomuk                               |                                                               |
| Nepomuk                           | Čechy            | Příbram             | Nepomuk                               |                                                               |
| Nepomuky                          | Morava           | Jihlava             | Nepomuk                               |                                                               |
| Nepomyšl                          | Čechy            | Louny               | Pomeisl                               |                                                               |
| Neprobylice                       | Čechy            | Kladno              | Neprobilitz                           |                                                               |
| Neprobylice                       | Čechy            | Louny               | Neprowitz                             |                                                               |
| Neprochovy                        | Čechy            | Klatovy             | Neprochow                             |                                                               |
| Nepřejov                          | Čechy            | Příbram             | Nepschejow                            |                                                               |
| Nepřejov                          | Čechy            | Tábor               | Nepschejow                            |                                                               |
| Nepřevázka                        | Čechy            | Mladá Boleslav      | Nepschewaska                          |                                                               |
| Nepřívěc                          | Čechy            | Jičín               | Nepschiwetz                           |                                                               |
| Nerad                             | Čechy            | Pardubice           | Neraden                               |                                                               |
| Neratov                           | Čechy            | Pardubice           | Neratau                               |                                                               |
| Neratovice                        | Čechy            | Mělník              | Neratowitz                            |                                                               |
| Nerestce                          | Čechy            | Písek               | Nerestetz                             |                                                               |
| Nerošov                           | Čechy            | Hradec Králové      | Nereschow                             | dříve též Nerešov                                             |
| Nerozhovice                       | Čechy            | Chrudim             | Neroschowitz                          |                                                               |
| Neředín                           | Morava           | Olomouc             | Neretein                              |                                                               |
| Neřežín                           | Čechy            | Beroun              | Nerscheschin                          |                                                               |
| Neslovice                         | Morava           | Brno-venkov         | Neßlowitz                             |                                                               |
| Nesměň                            | Čechy            | České Budějovice    | Nemen                                 |                                                               |
| Nesměň                            | Čechy            | Kolín               | Nesmien                               |                                                               |
| Nesměřice                         | Čechy            | Kutná Hora          | Nesmeritz                             |                                                               |
| Nesovice                          | Morava           | Vyškov              | Nessowitz                             |                                                               |
| Nespeky                           | Čechy            | Benešov             | Dnespek                               |                                                               |
| Nesperská Lhota                   | Čechy            | Benešov             | Nesper Lhota                          |                                                               |
| Nespery                           | Čechy            | Benešov             | Nesper                                |                                                               |
| Nespice                           | Čechy            | Prachatice          | Nespitz                               |                                                               |
| Nestanice                         | Čechy            | Strakonice          | Nestanitz                             |                                                               |
| Nestrašovice                      | Čechy            | Příbram             | Nestraschowitz                        |                                                               |
| Nesuchyně                         | Čechy            | Rakovník            | Nesuchin                              |                                                               |
| Nesvačilka                        | Morava           | Brno-venkov         | Neudorf                               |                                                               |
| Nesvačily                         | Čechy            | Benešov             | Neswatschil                           |                                                               |
| Nesvačily                         | Čechy            | Beroun              | Neswatschil                           |                                                               |
| Nesvačily                         | Čechy            | Liberec             | Neswatschil                           |                                                               |
| Nesvačily                         | Čechy            | Příbram             | Neswatschil                           |                                                               |
| Nesvačily                         | Čechy            | Tábor               | Neslatschil                           |                                                               |
| Neškaredice                       | Čechy            | Kutná Hora          | Neschkareditz                         |                                                               |
| Něšov                             | Čechy            | Plzeň-sever         | Neschowa                              |                                                               |
| Neštětice                         | Čechy            | Benešov             | Neschtietitz                          |                                                               |
| Nětčice                           | Morava           | Hodonín             | Nietschitz                            |                                                               |
| Nětčice                           | Morava           | Koměříž             | Nietschitz                            |                                                               |
| Netěchovice                       | Čechy            | České Budějovice    | Netiechowitz                          |                                                               |
| Netín                             | Morava           | Žďár nad Sázavou    | Nettin                                |                                                               |
| Netolice                          | Čechy            | Beroun              | Netolitz                              |                                                               |
| Netolice                          | Čechy            | Jičín               | Netolitz                              |                                                               |
| Netolice                          | Čechy            | Prachatice          | Nettolitz                             |                                                               |
| Netonice                          | Čechy            | Strakonice          | Nettonitz                             |                                                               |
| Netovice                          | Čechy            | Kladno              | Netowitz                              |                                                               |
| Netřeba                           | Čechy            | Mělník              | Netscheb                              |                                                               |
| Netřeba 1. díl                    | Čechy            | Rychnov nad Kněžnou | Ohnsorg                               | osada vesnice Lhota Netřeba                                   |
| Netřeba 2. díl                    | Čechy            | Rychnov nad Kněžnou | Ohnsorge 2. Teil                      | osada vesnice Spáleniště u Dobrušky                           |
| Netřebice                         | Čechy            | Český Krumlov       | Netrobitz                             |                                                               |
| Netřebice                         | Čechy            | Nymburk             | Netrebitz                             |                                                               |
| Netřeby                           | Čechy            | Kladno              | Ohnsorg                               |                                                               |
| Netřeby                           | Čechy            | Ústí nad Orlicí     | Nestreb                               | dříve též Nestřeby                                            |
| Netunice                          | Čechy            | Plzeň-jih           | Nettonitz                             |                                                               |
| Netušil                           | Čechy            | Kutná Hora          | Netuschil                             |                                                               |
| Netvořice                         | Čechy            | Benešov             | Networschitz                          |                                                               |
| Neubuz                            | Morava           | Zlín                | Neobus                                |                                                               |
| Neuměř                            | Čechy            | Domažlice           | Nomirschen                            |                                                               |
| Neuměřice                         | Čechy            | Kladno              | Neumierschitz                         |                                                               |
| Neumětely                         | Čechy            | Beroun              | Neumettl                              |                                                               |
| Neurazy                           | Čechy            | Plzeň-jih           | Neuras                                |                                                               |
| Neuslužice                        | Čechy            | Strakonice          | Neusluschitz                          |                                                               |
| Neustupov                         | Čechy            | Benešov             | Neustupow                             |                                                               |
| Nevcehle                          | Morava           | Jihlava             | Newzechle                             |                                                               |
| Nevděk                            | Čechy            | Klatovy             | Berndörfel                            |                                                               |
| Neveklov                          | Čechy            | Benešov             | Neweklau                              |                                                               |
| Neveklovice                       | Čechy            | Mladá Boleslav      | Neweklowitz                           |                                                               |
| Nevězice                          | Čechy            | Písek               | Newiesitz                             |                                                               |
| Nevid                             | Čechy            | Rokycany            | Newid                                 |                                                               |
| Nevojice                          | Morava           | Vyškov              | Newojitz                              |                                                               |
| Nevolice                          | Čechy            | Domažlice           | Newolitz                              |                                                               |
| Nevratice                         | Čechy            | Jičín               | Newratitz                             |                                                               |
| Nevřeň                            | Čechy            | Plzeň-sever         | Neberschum                            |                                                               |
| Nevšová                           | Morava           | Zlín                | Newschowa                             |                                                               |
| Nezabudice                        | Čechy            | Rakovník            | Nesabuditz                            |                                                               |
| Nezabylice                        | Čechy            | Chomutov            | Neosablitz                            |                                                               |
| Nezamyslice                       | Čechy            | Klatovy             | Nesamislitz                           |                                                               |
| Nezamyslice                       | Morava           | Prostějov           | Nesamislitz                           |                                                               |
| Nezbavětice                       | Čechy            | Plzeň-město         | Nesbawietitz                          |                                                               |
| Nezdenice                         | Morava           | Uherské Hradiště    | Nesdenitz                             |                                                               |
| Nezdice                           | Čechy            | Benešov             | Nestitz                               |                                                               |
| Nezdice                           | Čechy            | Plzeň-jih           | Nesditz                               |                                                               |
| Nezdice na Šumavě                 | Čechy            | Klatovy             | Nestitz                               |                                                               |
| Nezdín                            | Čechy            | Havlíčkův Brod      | Nesdin                                |                                                               |
| Nezdřev                           | Čechy            | Plzeň-jih           | Nedrew                                |                                                               |
| Neznašov                          | Čechy            | České Budějovice    | Nesnaschow                            |                                                               |
| Neznášov                          | Čechy            | Náchod              | Nesnaschow                            |                                                               |
| Neznašovy                         | Čechy            | Klatovy             | Nesnaschau                            |                                                               |
| Nezvěstice                        | Čechy            | Plzeň-město         | Neswiestitz                           |                                                               |
| Nežetice                          | Čechy            | České Budějovice    | Neschetitz                            |                                                               |
| Nežichov                          | Čechy            | Karlovy Vary        | Neschikau                             |                                                               |
| Něžovice                          | Čechy            | Písek               | Neschowitz                            |                                                               |
| Nicov                             | Čechy            | Prachatice          | Nitzau                                |                                                               |
| Ničovy Domky                      | Čechy            | Jablonec nad Nisou  | Nitschehäuser                         |                                                               |
| Nihošovice                        | Čechy            | Strakonice          | Nihoschowitz                          |                                                               |
| Níhov                             | Morava           | Brno-venkov         | Nihow                                 |                                                               |
| Nikolčice                         | Morava           | Břeclav             | Nikoltschitz                          |                                                               |
| Níkovice                          | Čechy            | Písek               | Nikowitz                              |                                                               |
| Niměřice                          | Čechy            | Mladá Boleslav      | Nimierschitz                          |                                                               |
| Nimpšov                           | Morava           | Třebíč              | Nimpschdorf                           |                                                               |
| Nišovice                          | Čechy            | Klatovy             | Nischowitz                            |                                                               |
| Nítkovice                         | Morava           | Kroměříž            | Nitkowitz                             |                                                               |
| Nítovice                          | Čechy            | Jindřichův Hradec   | Nitowitz                              |                                                               |
| Niva                              | Morava           | Prostějov           | Hartmanitz                            | dříve česky Hartmanice                                        |
| Nivnice                           | Morava           | Uherské Hradiště    | Niwnitz                               |                                                               |
| Nízká Lhota                       | Čechy            | Pelhřimov           | Deutsch Lhota                         | dříve Německá Lhota                                           |
| Nízká Srbská                      | Čechy            | Náchod              | Nieder Sichel                         |                                                               |
| Nízký Dřevíč                      | Čechy            | Náchod              | Nieder Drewitsch                      | osada vesnice Velký Dřevíč                                    |
| Nižbor                            | Čechy            | Beroun              | Miesenburg                            |                                                               |
| Nížebohy                          | Čechy            | Litoměřice          | Nischebohy                            |                                                               |
| Nížkov                            | Čechy            | Žďár nad Sázavou    | Nischkau                              |                                                               |
| Nížkovice                         | Morava           | Vyškov              | Nischkowitz                           |                                                               |
| Nižní Lhoty                       | Slezsko          | Frýdek-Místek       | Unter Ellgoth                         |                                                               |
| Norberčany                        | Morava           | Olomouc             | Nürnberg                              |                                                               |
| Nořín                             | Čechy            | Ústí nad Orlicí     | Norschin                              |                                                               |
| Nosákov                           | Čechy            | Benešov             | Nosakow                               |                                                               |
| Nosálov                           | Čechy            | Mělník              | Nosadl                                |                                                               |
| Nosálovice                        | Morava           | Vyškov              | Nosalowitz                            |                                                               |
| Nosetín                           | Čechy            | Písek               | Nosetin                               |                                                               |
| Nosislav                          | Morava           | Brno-venkov         | Nußlau                                |                                                               |
| Noskov                            | Čechy            | Tábor               | Noskow                                |                                                               |
| Nošovice                          | Slezsko          | Frýdek-Místek       | Noschowitz                            |                                                               |
| Noutonice                         | Čechy            | Praha-západ         | Nautonitz                             |                                                               |
| Nouzka                            | Morava           | Vyškov              | Mels                                  |                                                               |
| Nouzov                            | Čechy            | Nymburk             | Nausow                                |                                                               |
| Nouzov                            | Čechy            | Příbram             | Not                                   |                                                               |
| Nouzov                            | Čechy            | Rakovník            | Nothof                                |                                                               |
| Nouzov                            | Čechy            | Trutnov             | Newahrsdorf                           |                                                               |
| Nová Báň                          | Čechy            | Kolín               | Neu Bain                              | osada vesnice Žehuň                                           |
| Nová Bělá                         | Morava           | Ostrava-město       | Neubiela                              |                                                               |
| Nová Bohyně                       | Čechy            | Děčín               | Neu Bohmen                            |                                                               |
| Nová Brtnice                      | Morava           | Třebíč              | Neu Pirnitz                           |                                                               |
| Nová Buková                       | Čechy            | Pelhřimov           | Neu Bukowa                            |                                                               |
| Nová Bystřice                     | Čechy            | Jindřichův Hradec   | Neu Bystritz                          |                                                               |
| Nová Cerekev                      | Čechy            | Pelhřimov           | Neu Zerekwe                           |                                                               |
| Nová Červená Voda                 | Slezsko          | Jeseník             | Neu Rothwasser                        |                                                               |
| Nová Dědina                       | Morava           | Kroměříž            | Neudorf                               |                                                               |
| Nová Dědina                       | Morava           | Olomouc             | Schröffelsdorf                        |                                                               |
| Nová Dědina                       | Morava           | Prostějov           | Neudorf bei Konitz                    |                                                               |
| Nová Dobev                        | Čechy            | Písek               | Neu Dobew                             |                                                               |
| Nová Hlína                        | Čechy            | Jindřichův Hradec   | Neulahm                               |                                                               |
| Nová Horka                        | Morava a Slezsko | Nový Jičín          | Neuhübel                              |                                                               |
| Nová Hospoda                      | Čechy            | Plzeň-město         | Grünhof                               |                                                               |
| Nová Hospoda                      | Čechy            | Praha-východ        | Neuwirtshaus                          |                                                               |
| Nová Huť                          | Čechy            | Domažlice           | Friedrichshütten                      |                                                               |
| Nová Huť                          | Čechy            | Plzeň-město         | Neuhütten                             |                                                               |
| Nová Huť                          | Čechy            | Rokycany            | Neuhütten                             |                                                               |
| Nová Huť                          | Čechy            | Žďár nad Sázavou    | Glashütte                             |                                                               |
| Nová Huť pod Nižborem             | Čechy            | Beroun              | Neuhütten unter den Miesenburg        | osada obce Nižbor                                             |
| Nová Chřibská                     | Čechy            | Děčín               | Neu Kreibitz                          |                                                               |
| Nová Lhota                        | Morava           | Hodonín             | Neu Lhota                             |                                                               |
| Nová Lhota                        | Čechy            | Kutná Hora          | Neu Lhota                             | u Kluk                                                        |
| Nová Lhota                        | Čechy            | Kutná Hora          | Neu Lhota                             | u Vidic                                                       |
| Nová Oleška                       | Čechy            | Děčín               | Neu Olisch                            |                                                               |
| Nová Olešná                       | Čechy            | Jindřichův Hradec   | Deutsch-Woleschna                     | dříve Německá Olešná                                          |
| Nová Paka                         | Čechy            | Jičín               | Neupaka                               |                                                               |
| Nová Pasečnice                    | Čechy            | Domažlice           | Neu Paschnitz                         |                                                               |
| Nová Pec                          | Čechy            | Prachatice          | Neuofen                               |                                                               |
| Nová Pláň                         | Morava           | Bruntál             | Neurode                               |                                                               |
| Nová Plánice                      | Čechy            | Klatovy             | Neu Planitz                           |                                                               |
| Nová Role                         | Čechy            | Karlovy Vary        | Neu Rohlau                            |                                                               |
| Nová Roveň                        | Morava           | Svitavy             | Neurowen                              |                                                               |
| Nová Říše                         | Morava           | Jihlava             | Neureisch                             |                                                               |
| Nová Sídla                        | Čechy            | Svitavy             | Neusiedl                              |                                                               |
| Nová Skřeněř                      | Čechy            | Hradec Králové      | Neu Skrenersch                        |                                                               |
| Nová Starost                      | Čechy            | Liberec             | Neusorge                              |                                                               |
| Nová Staříč                       | Morava           | Frýdek-Místek       | Neustaritsch                          | osada vesnice Staříč                                          |
| Nová Studnice                     | Čechy            | Kladno              | Neubrunn                              |                                                               |
| Nová Telib                        | Čechy            | Mladá Boleslav      | Neu Telib                             |                                                               |
| Nová Ulice                        | Morava           | Olomouc             | Neugasse                              |                                                               |
| Nová Včelnice                     | Čechy            | Jindřichův Hradec   | Neuötting                             | dříve Nový Etynk                                              |
| Nová Ves                          | Čechy            | Benešov             | Neudorf                               | u Lešan                                                       |
| Nová Ves                          | Čechy            | Benešov             | Neudorf                               | u Postupic                                                    |
| Nová Ves                          | Čechy            | Benešov             | Neudorf                               | u Pyšel                                                       |
| Nová Ves                          | Čechy            | Beroun              | Neudorf                               |                                                               |
| Nová Ves                          | Morava           | Brno-venkov         | Neudorf                               |                                                               |
| Nová Ves                          | Morava           | Bruntál             | Neudorf                               |                                                               |
| Nová Ves                          | Čechy            | České Budějovice    | Neudorf                               |                                                               |
| Nová Ves                          | Čechy            | České Budějovice    | Neudorf                               | část obce Olešník                                             |
| Nová Ves                          | Čechy            | Český Krumlov       | Neudorf                               |                                                               |
| Nová Ves                          | Čechy            | Domažlice           | Neudorf                               |                                                               |
| Nová Ves                          | Slezsko          | Frýdek-Místek       | Neudorf                               |                                                               |
| Nová Ves, či Huť                  | Čechy            | Havlíčkův Brod      | Neudorf                               |                                                               |
| Nová Ves                          | Čechy            | Chrudim             | Neudorf                               | u Nasavrk                                                     |
| Nová Ves                          | Čechy            | Chrudim             | Neudorf                               | u Skutče                                                      |
| Nová Ves                          | Morava           | Jihlava             | Neudorf bei Battelau                  |                                                               |
| Nová Ves                          | Čechy            | Kladno              | Neudorf                               |                                                               |
| Nová Ves                          | Čechy            | Kutná Hora          | Neudorf                               |                                                               |
| Nová Ves                          | Čechy            | Louny               | Neudorf                               |                                                               |
| Nová Ves                          | Čechy            | Mělník              | Neudorf                               |                                                               |
| Nová Ves                          | Čechy            | Mladá Boleslav      | Neudorf                               |                                                               |
| Nová Ves                          | Čechy            | Nymburk             | Neudorf                               |                                                               |
| Nová Ves                          | Morava           | Olomouc             | Neudorf                               |                                                               |
| Nová Ves                          | Morava           | Ostrava-město       | Neudorf                               |                                                               |
| Nová Ves                          | Čechy            | Pelhřimov           | Neudorf                               | u Božejova                                                    |
| Nová Ves                          | Čechy            | Pelhřimov           | Neudorf                               | u Dolu                                                        |
| Nová Ves                          | Čechy            | Pelhřimov           | Neudorf                               | u Kamenice nad Lipou                                          |
| Nová Ves                          | Čechy            | Pelhřimov           | Neudorf                               | u Košetic                                                     |
| Nová Ves                          | Čechy            | Písek               | Neudorf                               | u Čížové                                                      |
| Nová Ves                          | Čechy            | Písek               | Neudorf                               | u Chyšek                                                      |
| Nová Ves                          | Čechy            | Plzeň-jih           | Neudorf                               | u Dobřan                                                      |
| Nová Ves                          | Čechy            | Plzeň-jih           | Neudorf                               | u Kbele                                                       |
| Nová Ves                          | Čechy            | Plzeň-jih           | Neudorf                               | u Oselců                                                      |
| Nová Ves                          | Čechy            | Praha-východ        | Neudorf                               |                                                               |
| Nová Ves                          | Čechy            | Příbram             | Neudorf                               |                                                               |
| Nová Ves                          | Čechy            | Rakovník            | Neudorf                               |                                                               |
| Nová Ves                          | Čechy            | Rychnov nad Kněžnou | Neudorf                               | u Albrechtic nad Orlicí                                       |
| Nová Ves                          | Čechy            | Rychnov nad Kněžnou | Neudorf                               | u Skuhrova nad Bělou                                          |
| Nová Ves                          | Čechy            | Rychnov nad Kněžnou | Neudorf                               | u Voděrad                                                     |
| Nová Ves                          | Čechy            | Semily              | Neudorf                               | osada vesnice Mašov u Turnova                                 |
| Nová Ves                          | Čechy            | Strakonice          | Neudorf                               | u Volyně                                                      |
| Nová Ves                          | Čechy            | Strakonice          | Neudorf                               | u Miloňovic                                                   |
| Nová Ves                          | Čechy            | Tábor               | Neudorf bei Dirna                     | u Dírné                                                       |
| Nová Ves                          | Čechy            | Tábor               | Neudorf                               | u Hodětína                                                    |
| Nová Ves                          | Morava           | Třebíč              | Neudorf                               |                                                               |
| Nová Ves                          | Čechy            | Ústí nad Orlicí     | Neudorf                               | u Chocně                                                      |
| Nová Ves                          | Čechy            | Ústí nad Orlicí     | Neudorf                               | u Zámrsku                                                     |
| Nová Ves                          | Morava           | Žďár nad Sázavou    | Neudorf                               |                                                               |
| Nová Ves I                        | Čechy            | Kolín               | Neudorf                               |                                                               |
| Nová Ves II                       | Čechy            | Kolín               | Neudorf                               |                                                               |
| Nová Ves III                      | Čechy            | Kolín               | Neudorf                               |                                                               |
| Nová Ves nad Popelkou             | Čechy            | Semily              | Neudorf an der Popelka                |                                                               |
| Nová Ves pod Pleší                | Čechy            | Příbram             | Neudorf bei Mnischek                  |                                                               |
| Nová Ves u Bakova                 | Čechy            | Mladá Boleslav      | Neudorf bei Bakow                     |                                                               |
| Nová Ves u Dolních Kralovic       | Čechy            | Havlíčkův Brod      | Neudorf bei Unter Kralowitz           |                                                               |
| Nová Ves u Chotěboře              | Čechy            | Havlíčkův Brod      | Neudorf                               |                                                               |
| Nová Ves u Chýnova                | Čechy            | Tábor               | Neudorf                               |                                                               |
| Nová Ves u Jarošova               | Čechy            | Svitavy             | Neudorf bei Jaroschau                 |                                                               |
| Nová Ves u Leštiny                | Čechy            | Havlíčkův Brod      | Neudorf                               |                                                               |
| Nová Ves u Litomyšle              | Čechy            | Svitavy             | Neudorf bei Leitomischl               |                                                               |
| Nová Ves u Mladé Vožice           | Čechy            | Tábor               | Neudorf bei Jung-Woschitz             |                                                               |
| Nová Ves u Nepomuka               | Čechy            | Plzeň-jih           | Neudorf                               |                                                               |
| Nová Ves u Nového Města na Moravě | Morava           | Žďár nad Sázavou    | Neudorf                               |                                                               |
| Nová Ves u Pláně                  | Čechy            | Ústí nad Labem      | Neudörfel                             |                                                               |
| Nová Ves u Protivína              | Čechy            | Písek               | Neudorf                               |                                                               |
| Nová Ves u Světlé                 | Čechy            | Havlíčkův Brod      | Thunisch Neudorf                      |                                                               |
| Nová Ves v Horách                 | Čechy            | Most                | Gebirgsneudorf                        |                                                               |
| Nová Víska                        | Čechy            | Klatovy             | Neudorf bei Glosau                    | u Dlažova                                                     |
| Nová Víska                        | Čechy            | Klatovy             | Neudörfl                              | u Petrovic                                                    |
| Nová Vráž                         | Čechy            | Písek               | Neu Wrasch                            |                                                               |
| Nová Zhoř                         | Morava           | Žďár nad Sázavou    | Neu Shorsch                           |                                                               |
| Novákovice                        | Čechy            | Klatovy             | Nowakowitz                            |                                                               |
| Nové Benátky                      | Čechy            | Mladá Boleslav      | Neu Benatek                           |                                                               |
| Nové Bránice                      | Morava           | Beno-venkov         | Deutsch Branitz                       | dříve Německé Bránice                                         |
| Nové Domy                         | Čechy            | Sokolov             | Neuhäuser                             |                                                               |
| Nové Dvory                        | Čechy            | Benešov             | Neuhof                                | u Červeného Újezda                                            |
| Nové Dvory                        | Čechy            | Benešov             | Neuhof                                | u Miličína                                                    |
| Nové Dvory                        | Čechy            | Beroun              | Neuhof                                |                                                               |
| Nové Dvory                        | Čechy            | Domažlice           | Neuhof                                |                                                               |
| Nové Dvory                        | Čechy            | Jihlava             | Neuhof                                |                                                               |
| Nové Dvory                        | Morava           | Jindřichův Hradec   | Neuhof                                |                                                               |
| Nové Dvory                        | Čechy            | Kutná Hora          | Neuhof                                |                                                               |
| Nové Dvory                        | Čechy            | Litoměřice          | Neuhof                                |                                                               |
| Nové Dvory                        | Morava           | Olomouc             | Neuhof                                | osada městysu Náměšť na Hané, původně část vesnice Biskupství |
| Nové Dvory                        | Čechy            | Písek               | Neuhof                                |                                                               |
| Nové Dvory                        | Morava           | Přerov              | Neuhof                                |                                                               |
| Nové Dvory                        | Čechy            | Příbram             | Neuhof                                | u Dobříše                                                     |
| Nové Dvory                        | Čechy            | Příbram             | Neuhof                                | u Sedlce-Prčic                                                |
| Nové Dvory                        | Čechy            | Rychnov nad Kněžnou | Neuhof                                | osada vesnice Ještětice                                       |
| Nové Dvory                        | Čechy            | Semily              | Neuhöfen                              |                                                               |
| Nové Dvory                        | Čechy            | Tábor               | Neuhof                                |                                                               |
| Nové Dvory                        | Čechy            | Žďár nad Sázavou    | Neuhof                                |                                                               |
| Nové Hamry                        | Čechy            | Karlovy Vary        | Neuhammer                             |                                                               |
| Nové Heřminovy                    | Slezsko          | Bruntál             | Neu Erbersdorf                        |                                                               |
| Nové Hobzí                        | Morava           | Jindřichův Hradec   | Neu Hart                              |                                                               |
| Nové Holešovice                   | Čechy            | Pardubice           | Neu Holleschowitz                     |                                                               |
| Nové Hradiště                     | Čechy            | Pardubice           | Neu Hradisch                          | osada vesnice Staré Hradiště                                  |
| Nové Hrady                        | Čechy            | České Budějovice    | Gratzen                               | (do r. 1920 též Dolní Rakousy)                                |
| Nové Hrady                        | Čechy            | Ústí nad Orlicí     | Neuschloß                             |                                                               |
| Nové Hutě                         | Čechy            | Prachatice          | Kaltenbach                            |                                                               |
| Nové Hvězdlice                    | Morava           | Vyškov              | Neu Wieslitz                          |                                                               |
| Nové Chalupy                      | Čechy            | Domažlice           | Neu Chalupen                          |                                                               |
| Nové Jesenčany                    | Čechy            | Pardubice           | Neu Jesnitschan                       |                                                               |
| Nové Jirny                        | Čechy            | Praha-východ        | Neu Jirna                             |                                                               |
| Nové Kestřany                     | Čechy            | Strakonice          | Neu Kesterschan                       |                                                               |
| Nové Kopisty                      | Čechy            | Litoměřice          | Deutsch Kopist                        | dříve Německé Kopisty                                         |
| Nové Košátky                      | Čechy            | Mladá Boleslav      | Neu Koschatek                         | osada obce Košátky                                            |
| Nové Kounice                      | Čechy            | Karlovy Vary        | Neu Kaunitz                           |                                                               |
| Nové Lány                         | Čechy            | Tábor               | Neulan                                |                                                               |
| Nové Lesy                         | Čechy            | Trutnov             | Neuwald                               |                                                               |
| Nové Lhotice                      | Čechy            | Chrudim             | Deutsch Lhotitz                       | dříve česky Německé Lhotice                                   |
| Nové Litice                       | Čechy            | Rychnov nad Kněžnou | Neu Lititz                            | osada vesnice Proruby                                         |
| Nové Losiny                       | Morava           | Šumperk             | Neu Ullersdorf                        |                                                               |
| Nové Lublice                      | Slezsko          | Opava               | Neu Lublitz                           |                                                               |
| Nové Městečko                     | Čechy            | Klatovy             | Neustadtl                             |                                                               |
| Nové Město                        | Čechy            | Hradec Králové      | Neustadtl                             |                                                               |
| Nové Město                        | Čechy            | Karlovy Vary        | Neustadt                              |                                                               |
| Nové Město                        | Čechy            | Kolín               | Neustadt                              | osada vesnice Břežany I                                       |
| Nové Město                        | Čechy            | hl. m. Praha        | Neustadt                              |                                                               |
| Nové Město na Moravě              | Morava           | Žďár nad Sázavou    | Neustadtl                             |                                                               |
| Nové Město nad Metují             | Čechy            | Náchod              | Neustadt an der Mettau                |                                                               |
| Nové Město pod Smrkem             | Čechy            | Liberec             | Neustadt an der Tafelfichte           |                                                               |
| Nové Mitrovice                    | Čechy            | Plzeň-jih           | Neu Mitrowitz                         |                                                               |
| Nové Mlýny                        | Morava           | Břeclav             | Neumühl                               |                                                               |
| Nové Mlýny                        | Morava           | Olomouc             | Neumühle                              | osada vesnice Řimice                                          |
| Nové Modlany                      | Čechy            | Teplice             | Neu Modlan                            |                                                               |
| Nové Nespeřice                    | Čechy            | Kutná Hora          | Neu Nesperschitz                      |                                                               |
| Nové Osinalice                    | Čechy            | Mělník              | Neu Wosnalitz                         |                                                               |
| Nové Ouholice                     | Čechy            | Mělník              | Neu Auholitz                          |                                                               |
| Nové Pavlovice                    | Čechy            | Liberec             | Neu Paulsdorf                         |                                                               |
| Nové Práchňany                    | Čechy            | Benešov             | Neu Prachman                          |                                                               |
| Nové Ptení                        | Morava           | Prostějov           | Neu Ptin                              | osada vesnice Ptení                                           |
| Nové Roveňsko                     | Čechy            | Pardubice           | Neu Trauerdorf                        | část vesnice Roveňsko                                         |
| Nové Sady                         | Morava           | Olomouc             | Neudörfel                             | osada vesnice Dolany                                          |
| Nové Sady                         | Morava           | Olomouc             | Neustift                              | část Olomouce                                                 |
| Nové Sady                         | Morava           | Prostějov           | Nowosad                               |                                                               |
| Nové Sady                         | Morava           | Přerov              | Neustift                              | osada vesnice Ústí                                            |
| Nové Sady                         | Morava           | Vyškov              | Nebstich                              |                                                               |
| Nové Sady                         | Morava           | Žďár nad Sázavou    | Nebstich                              |                                                               |
| Nové Sedliště                     | Čechy            | Tachov              | Neu Zedlisch                          |                                                               |
| Nové Sedlo                        | Čechy            | Louny               | Neusattel                             |                                                               |
| Nové Smrkovice                    | Čechy            | Jičín               | Neu Smirkowitz                        |                                                               |
| Nové Stanovice                    | Čechy            | Karlovy Vary        | Neu Donawitz                          |                                                               |
| Nové Strakonice                   | Čechy            | Strakonice          | Neu Strakonitz                        |                                                               |
| Nové Strašecí                     | Čechy            | Rakovník            | Neu Straschitz                        |                                                               |
| Nové Syrovice                     | Morava           | Třebíč              | Neu Serowitz                          |                                                               |
| Nové Údolí                        | Čechy            | Prachatice          | Neuthal                               | zaniklá obec                                                  |
| Nové Valteřice                    | Morava           | Olomouc             | Neu Waltersdorf                       |                                                               |
| Nové Veselí                       | Morava           | Žďár nad Sázavou    | Neuwesseln                            |                                                               |
| Nové Vilémovice                   | Slezsko          | Jeseník             | Neu Wilmsdorf                         |                                                               |
| Nové Vrbno                        | Morava           | Opava               | Neu Würben                            |                                                               |
| Nové Vyklantice                   | Čechy            | Pelhřimov           | Neu Wiklantitz                        |                                                               |
| Nové Záboří                       | Čechy            | Trutnov             | Neu Söberle                           |                                                               |
| Nové Zákupy                       | Čechy            | Česká Lípa          | Neu Reichstad                         |                                                               |
| Nové Zámky                        | Čechy            | Nymburk             | Neuschloß                             |                                                               |
| Nové Zámky u Litovle              | Morava           | Olomouc             | Neuschloss                            |                                                               |
| Nové Zvolání                      | Čechy            | Vejprty             | Neugeschrei                           |                                                               |
| Novičí                            | Morava           | Blansko             | Nowitschin                            |                                                               |
| Novina                            | Čechy            | Česká Lípa          | Neuland                               |                                                               |
| Novina                            | Čechy            | Jablonec nad Nisou  | Neustück, dříve Hermannsdorf          |                                                               |
| Novina                            | Čechy            | Liberec             | Neuland                               |                                                               |
| Novina                            | Čechy            | Sokolov             | Grün                                  |                                                               |
| Noviny pod Ralskem                | Čechy            | Česká Lípa          | Neuland am Rollberge                  |                                                               |
| Novosedelské Hutě                 | Čechy            | Domažlice           | Neubauhütten                          |                                                               |
| Novosedlice                       | Čechy            | Teplice             | Weisskitchlitz                        |                                                               |
| Novosedlo                         | Čechy            | Česká Lípa          | Neugrund                              |                                                               |
| Novosedly                         | Čechy            | České Budějovice    | Neusattel                             |                                                               |
| Novosedly                         | Čechy            | Rakovník            | Neusattel                             |                                                               |
| Novosedly                         | Čechy            | Strakonice          | Newosed                               |                                                               |
| Novosedly nad Nežárkou            | Čechy            | Jindřichův Hradec   | Neusattel an der Naser                |                                                               |
| Novotinky                         | Čechy            | Benešov             | Statenbrunn                           | dříve česky Statenbrun                                        |
| Novotníky                         | Čechy            | Plzeň-jih           | Nowotnik                              |                                                               |
| Nový                              | Čechy            | Nymburk             | Neuenfeld                             |                                                               |
| Nový Bohumín                      | Slezsko          | Karviná             | Neu Oderberg                          |                                                               |
| Nový Bor                          | Čechy            | Česká Lípa          | Haida                                 |                                                               |
| Nový Bozděchov                    | Čechy            | Jindřichův Hradec   | Neu Postiechow                        |                                                               |
| Nový Brázdim                      | Čechy            | Praha-východ        | Neu Brasdim                           |                                                               |
| Nový Bydžov                       | Čechy            | Hradec Králové      | Neu Bidschow                          |                                                               |
| Nový Čestín                       | Čechy            | Klatovy             | Neu Tschestin                         |                                                               |
| Nový Drahoš                       | Čechy            | Pardubice           | Maydorf                               | část vesnice Drahoš                                           |
| Nový Dům                          | Čechy            | Rakovník            | Neuhaus                               |                                                               |
| Nový Dvůr                         | Čechy            | Domažlice           | Neuhof                                |                                                               |
| Nový Dvůr                         | Čechy            | Havlíčkův Brod      | Neuhof                                |                                                               |
| Nový Dvůr                         | Čechy            | Jičín               | Neuhof                                | osada vesnice Psinice                                         |
| Nový Dvůr                         | Čechy            | Klatovy             | Neuhof                                | u Číhaně                                                      |
| Nový Dvůr                         | Čechy            | Klatovy             | Neuhof                                | u Myslívu                                                     |
| Nový Dvůr                         | Čechy            | Náchod              | Neuhof                                | osada vesnice Hořičky                                         |
| Nový Dvůr                         | Čechy            | Nymburk             | Neuhof                                |                                                               |
| Nový Dvůr                         | Čechy            | Pelhřimov           | Deutsch Neuhof                        |                                                               |
| Nový Dvůr                         | Čechy            | Písek               | Neuhof                                |                                                               |
| Nový Dvůr                         | Čechy            | Rakovník            | Neuhof                                |                                                               |
| Nový Dvůr                         | Morava           | Svitavy             | Neuhof                                |                                                               |
| Nový Harcov                       | Čechy            | Liberec             | Neu Harzdorf                          |                                                               |
| Nový Herštejn                     | Čechy            | Domažlice           | Herrenstein                           |                                                               |
| Nový Hlavňov                      | Čechy            | Tábor               | Neu Hlawniow                          | osada vesnice Hlavňov                                         |
| Nový Hrad                         | Čechy            | Louny               | Neuschloß                             | osada obce Jimlín pod Novým hradem                            |
| Nový Hradec Králové               | Čechy            | Hradec Králové      | Neu Königgrätz                        |                                                               |
| Nový Hrádek                       | Čechy            | Náchod              | Neubürgles                            |                                                               |
| Nový Hrozenkov                    | Morava           | Vsetín              | Neu Traubendorf                       |                                                               |
| Nový Jáchymov                     | Čechy            | Beroun              | Neu Joachimsthal                      |                                                               |
| Nový Jičín                        | Morava           | Nový Jičín          | Neu Titschein                         |                                                               |
| Nový Jimramov                     | Morava           | Žďár nad Sázavou    | Neu Ingrowitz                         |                                                               |
| Nový Klíčov                       | Čechy            | Domažlice           | Neu Klitschau                         |                                                               |
| Nový Knín                         | Čechy            | Příbram             | Neu Knin                              |                                                               |
| Nový Kostel                       | Čechy            | Cheb                | Neukirchen                            |                                                               |
| Nový Kostelec                     | Čechy            | Tábor               | Neu Kosteletz                         |                                                               |
| Nový Kramolín                     | Čechy            | Domažlice           | Neu Gramatin                          |                                                               |
| Nový Lokot                        | Čechy            | Rychnov nad Kněžnou | Neu Lakot                             | osada vesnice Lokot                                           |
| Nový Luhov                        | Čechy            | Česká Lípa          | Neu Luh                               |                                                               |
| Nový Maletín                      | Morava           | Šumperk             | Neu Moletein                          |                                                               |
| Nový Nemojov                      | Čechy            | Trutnov             | Neu Nemaus                            |                                                               |
| Nový Pařezov                      | Čechy            | Domažlice           | Neu Parisau                           |                                                               |
| Nový Pávov                        | Čechy            | Jihlava             | Neu Pfauendorf                        | osada vesnice Pávov                                           |
| Nový Petřín                       | Morava           | Znojmo              | Neu Petrein                           |                                                               |
| Nový Ples                         | Čechy            | Náchod              | Neu Ples                              |                                                               |
| Nový Poddvorov                    | Morava           | Hodonín             | Neu Podworau                          |                                                               |
| Nový Přerov                       | Morava           | Břeclav             | Neu Prerau                            |                                                               |
| Nový Přím                         | Čechy            | Hradec Králové      | Neu Prim                              |                                                               |
| Nový Radostov                     | Čechy            | Hradec Králové      | Neu Radistau                          | osada vesnice Radostov                                        |
| Nový Rokytník                     | Čechy            | Trutnov             | Neu Rognitz                           |                                                               |
| Nový Rychnov                      | Čechy            | Pelhřimov           | Neu Reichenau                         |                                                               |
| Nový Samechov                     | Čechy            | Kutná Hora          | Neu Samechow                          |                                                               |
| Nový Smrdov                       | Čechy            | Pelhřimov           | Neu Smerdow                           |                                                               |
| Nový Studenec                     | Čechy            | Havlíčkův Brod      | Neu Studenetz                         |                                                               |
| Nový Svět                         | Morava           | Jihlava             | Neuwelt                               |                                                               |
| Nový Svět                         | Morava           | Jindřichův Hradec   | Neuwelt                               |                                                               |
| Nový Svět                         | Morava           | Olomouc             | Salzergut                             |                                                               |
| Nový Šaldorf                      | Morava           | Znojmo              | Neu Schallersdorf                     |                                                               |
| Nový Telečkov                     | Morava           | Třebíč              | Neu Teletschkau                       |                                                               |
| Nový Vestec                       | Čechy            | Praha-východ        | Neu Westetz                           |                                                               |
| Nový Vojířov                      | Čechy            | Jindřichův Hradec   | Böhmisch Bernschlag                   |                                                               |
| Nový Žďár                         | Čechy            | Cheb                | Neuenbrand                            |                                                               |
| Nučice                            | Čechy            | Praha-východ        | Nutschitz                             |                                                               |
| Nučice                            | Čechy            | Praha-západ         | Nutschitz                             |                                                               |
| Nučničky                          | Čechy            | Litoměřice          | Klein Nutschnitz                      |                                                               |
| Nudvojovice                       | Čechy            | Semily              | Nudwojowitz                           | osada města Turnov                                            |
| Nupaky                            | Čechy            | Praha-východ        | Nupak                                 |                                                               |
| Nusle                             | Čechy            | hl. m. Praha        | Nusl                                  |                                                               |
| Nuzbely                           | Čechy            | Tábor               | Nusbel                                |                                                               |
| Nuzerov                           | Čechy            | Klatovy             | Nuserau                               |                                                               |
| Nuzice                            | Čechy            | České Budějovice    | Nusitz                                |                                                               |
| Nuzín                             | Čechy            | Strakonice          | Nusin                                 |                                                               |
| Nuzířov                           | Morava           | Brno-venkov         | Noscherau                             |                                                               |
| Nuzov                             | Čechy            | Písek               | Nusow                                 |                                                               |
| Nyklovice                         | Morava           | Žďár nad Sázavou    | Niklowitz                             |                                                               |
| Nymburk                           | Čechy            | Nymburk             | Nimburg Neuenburg an der Elbe         |                                                               |
| Nynice                            | Čechy            | Plzeň-sever         | Ninitz                                |                                                               |
| Nýrov                             | Morava           | Blansko             | Nejrow                                |                                                               |
| Nýrsko                            | Čechy            | Klatovy             | Neuern                                |                                                               |
| Nýřany                            | Čechy            | Plzeň-sever         | Nürschan                              |                                                               |